# Morrisville (Missouri)
Morrisville è un comune degli Stati Uniti d'America, situato nello Stato del Missouri, nella contea di Polk.